# Brumaire

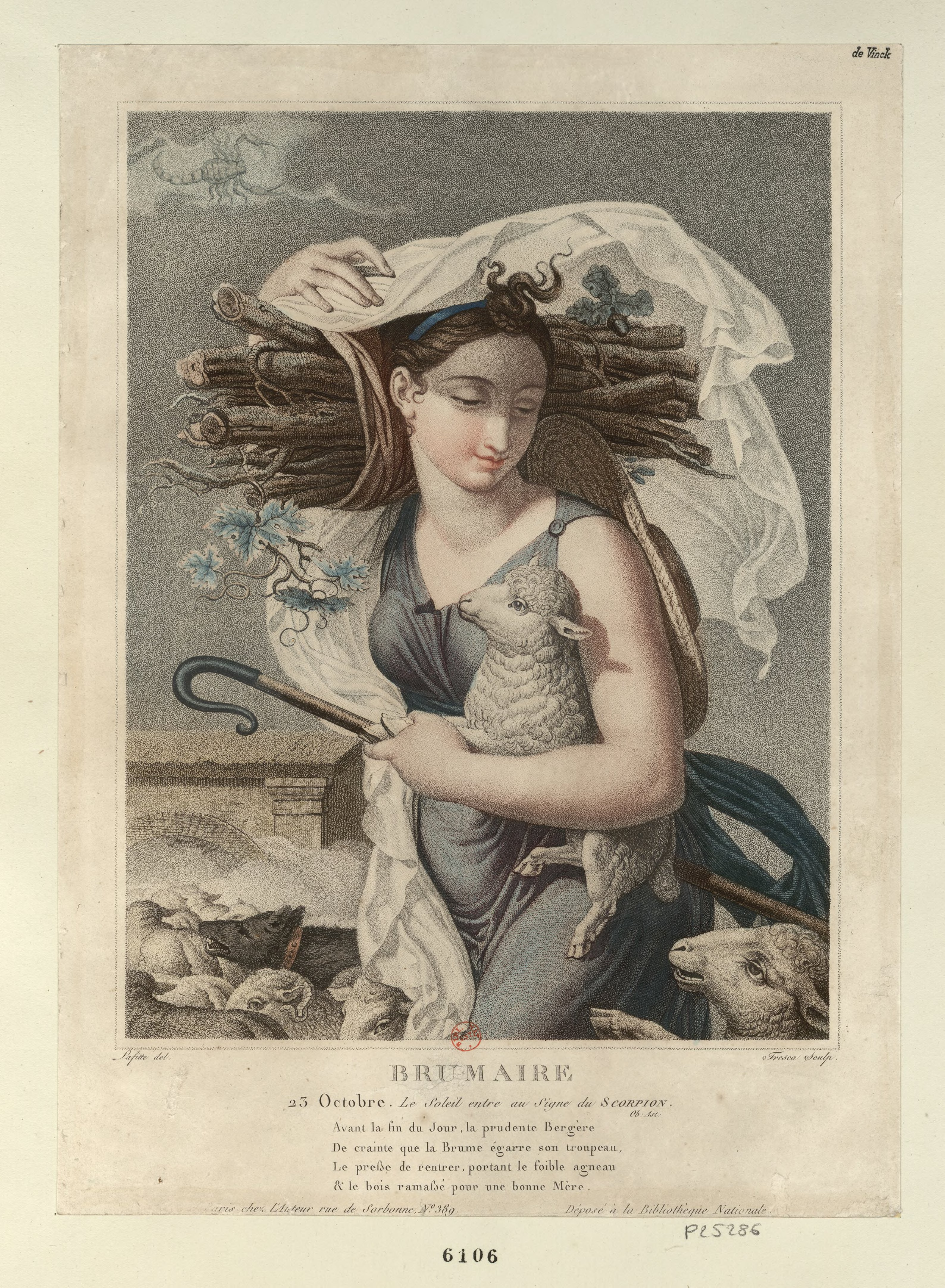
Allegorie des Brumaire

Der Brumaire (deutsch auch Nebelmonat) ist der zweite Monat des republikanischen Kalenders der Französischen Revolution. Er folgt auf den Vendémiaire, ihm folgt der Frimaire.
Der Name ist vom Französischen brume ,Nebel‘ abgeleitet. Der Brumaire ist der zweite Monat des Herbstquartals (mois d’automne) und damit der zweite Monat des französischen Revolutionsjahrs. Er beginnt etwa am 23. Oktober und endet etwa am 21. November.

## Geschichtliches
Am 18. Brumaire VIII (9. November 1799) fand der Staatsstreich Napoleons statt. Der Begriff Brumaire wird oft als Bezeichnung für dieses Ereignis gebraucht, aber auch als Gattungsname für das Scheitern einer Revolution durch einen Putsch aus den eigenen Reihen („ein neuer / zweiter Brumaire“).
Besonders bekannt ist in diesem Zusammenhang Karl Marx’ Schrift Der achtzehnte Brumaire des Louis Bonaparte, die sich mit der Machtübernahme durch Napoleon III. im Jahr 1851 auseinandersetzt. 
Das deutschsprachige Jacobin-Magazin erscheint im Brumaire-Verlag.

## Tagesnamen
Wie alle Monate des Französischen Revolutionskalenders hatte der Brumaire 30 Tage, die in 3 Dekaden eingeteilt wurden. Die Tage waren nach landwirtschaftlichen Pflanzen benannt, mit Ausnahme des 5. und 10. Tages jeder Dekade. Der 5. Tag (Quintidi) wurde nach einem Haustier benannt, der 10. Tag (Decadi) nach einem landwirtschaftlichen Gerät.
Einige der ursprünglichen Vorschläge von Fabre d’Églantine wurden nicht akzeptiert. Bis auf den 22. und 25. sind die endgültig gewählten Namen Synonyme des ursprünglichen Vorschlags.
| Tagesnamen für den Brumaire | Tagesnamen für den Brumaire | Tagesnamen für den Brumaire | Tagesnamen für den Brumaire | Tagesnamen für den Brumaire                  | Tagesnamen für den Brumaire | Tagesnamen für den Brumaire            |
| | 1re Décade                  | 1re Décade                  | 2e Décade                   | 2e Décade                                    | 3e Décade                   | 3e Décade                              |
| --- | --------------------------- | --------------------------- | --------------------------- | -------------------------------------------- | --------------------------- | -------------------------------------- |
| Primidi | 1.                          | Pomme (Apfel)               | 11.                         | Salsifis (Wiesen-Bocksbart)                  | 21.                         | Bacchante (asarum baccharis)           |
| Duodi | 2.                          | Céleri (Sellerie)           | 12.                         | Macre Châtaigne d'eau (Wassernuss) Cornuelle | 22.                         | Azerole (Welsche Mispel) Olive (Olive) |
| Tridi | 3.                          | Poire (Birne)               | 13.                         | Topinambour (Erdartischocke) Poirreterre     | 23.                         | Garence (Krapp)                        |
| Quartidi | 4.                          | Betterave (Runkelrübe)      | 14.                         | Endive (Endivie)                             | 24.                         | Orange                                 |
| Quintidi | 5.                          | Oye Oie (Gans)              | 15.                         | Dindon (Truthahn)                            | 25.                         | Faisan (Fasan) Jars (Gänserich)        |
| Sextidi | 6.                          | Héliotrope (Sonnenblume)    | 16.                         | Chervi Chervis (Zuckerwurz) Chironis         | 26.                         | Pistache (Pistazie)                    |
| Septidi | 7.                          | Figue (Feige)               | 17.                         | Cresson (Kresse)                             | 27.                         | Macjonc (Platterbse)                   |
| Octidi | 8.                          | Scorsonère (Schwarzwurzel)  | 18.                         | Dentelaire (Bleiwurz)                        | 28.                         | Coing (Quitte)                         |
| Nonidi | 9.                          | Alisier (Elsbeere)          | 19.                         | Grenade (Granatapfel)                        | 29.                         | Cormier (Vogelbeere)                   |
| Décadi | 10.                         | Charrue (Pflug)             | 20.                         | Herse (Egge)                                 | 30.                         | Rouleau (Walze)                        |
| moderne französische Namen erscheinen kursiv – Vorschläge von Fabre d’Églantine, die nicht akzeptiert wurden, erscheinen in Kleinschrift |                             |                             |                             |                                              |                             |                                        |

## Umrechnungstafel
| I | II | III | V | VI | VII |

| Oktober | 1792 | 1793 | 1794 | 1796 | 1797 | 1798 | November |

| I | II | III | V | VI | VII |

| Oktober | 1792 | 1793 | 1794 | 1796 | 1797 | 1798 | November |

| IV | VIII | IX | X | XI | XIII | XIV |

| Oktober | 1795 | 1799 | 1800 | 1801 | 1802 | 1804 | 1805 | November |

| IV | VIII | IX | X | XI | XIII | XIV |

| Oktober | 1795 | 1799 | 1800 | 1801 | 1802 | 1804 | 1805 | November |

| XII |

| Oktober | 1803 | November |

| XII |

| Oktober | 1803 | November |

## Umrechnungsbeispiel
Zu ermitteln ist der 18. Brumaire VIII.
Das Jahr VIII steht in der mittleren Tabelle, darunter das gregorianische Jahr 1799. Unter dem 18. (obere Tageszeile) steht der 9. Da dieser nach dem Monatsübergang (31.→1.) liegt, ist der November gemeint.
Das gregorianische Datum ist also der 9. November 1799.